# Kanelbröstad tangara
För fågelarten Thlypopsis inornata, se beigebröstad tangara
Kanelbröstad tangara (Thlypopsis ornata) är en fågel i familjen tangaror inom ordningen tättingar.

## Utseende
Kanelbröstad tangara är en liten sångarlik tangara. Den är orangebrun på huvud, bröst och flanker, gråbrun på ryggen och vit på buken. Brunsidig tangara har just mer brunfärgade flanker som kontrasterar med orangefärgat huvud och bröst.

## Utbredning och systematik
Kanelbröstad tangara delas in i tre underarter:
- T. o. ornata – förekommer i Anderna i sydvästra Colombia (Puracé) och västra Ecuador
- T. o. media – förekommer i Anderna från södra Ecuador (Loja) till centrala Peru (Lima)
- T. o. macropteryx – förekommer Andernas östsluttning i centrala och södra Peru (Junín och Cusco)

## Levnadssätt
Kanelbnröstad tangara hittas i i skogslandskap, skogsbryn och buskiga områden på mellan 1800 och 3200 meters höjd. Där ses den vanligen i par, födosökande i mellersta skikten, ofta i artblandade flockar.

## Status och hot
Arten har ett stort utbredningsområde, men tros minska i antal, dock inte tillräckligt kraftigt för att den ska betraktas som hotad. Internationella naturvårdsunionen IUCN listar arten som livskraftig (LC).